# 순천 송광사 소조사천왕상
순천 송광사 소조사천왕상(順天 松廣寺 塑造四天王像)은 전라남도 순천시 송광면 송광사에 있는 조선시대의 명부상이다. 2006년 4월 28일 대한민국의 보물 제1467호로 지정되었다.

## 지정 사유
순천송광사소조사천왕상은 흙으로 조성한 것으로 송광사 천왕문의 좌우에 2구씩 모두 4구가 안치되어 있다. 사천왕상의 배열은 천왕문의 향 우측으로 비파를 든 북방 다문천왕과 검(劍)을 든 동방 지국천왕이, 향 좌측으로는 당(幢)을 든 서방 광목천왕과 용·여의주를 든 남방 증장천왕이 각각 시계방향으로 북→동→남→서방의 순서로 안치되어 있다.
네 상 모두 의자에 걸터앉은 자세로 전형적인 분노형 얼굴에 머리에는 용(龍) · 봉(鳳) · 화(花) · 운문(雲紋)이 장식된 관을 쓰고 갑옷을 입은 무인상(武人像)이며 각기 오른발은 악귀를 밟고 있는데 비해 왼 발은 악귀들이 받쳐 든 형식을 취하고 있다. 얼굴 모습은 표정이 분노형으로 강한 인상이기는 하나 볼륨감이 뛰어나 입체적인 면이 돋보일 뿐 아니라 다소 해학적인 면도 나타난다.
대형의 상임에도 불구하고 신체 각 부의 비례가 어긋나지 않고 적당하며 부피감과 함께 사실적 기법이 돋보인다. 보물로 지정되어 있는 장흥 보림사 사천왕상(16세기 초반)과 완주 송광사 사천왕상(1649)에 비하여 결코 뒤지지 않는 조형성이 뛰어난 작품이라 하겠다. 이와 더불어 서방 광목천왕상의 지물 중 보탑 대신 새끼호랑이가 등장하는 등 새로운 도상을 보여주어 학술적 자료로서도 그 가치가 크다 하겠다.
송광사 사천왕상은 조선시대 1628년(인조 6)에 다시 만들었다(重造)는 묵서명과 송광사사고(松廣寺史庫) · 사지(寺誌) 등의 자료가 남아있어, 정유재란으로 훼손된 상을 1628년에 다시 만든 것으로 추정된다.

## 같이 보기
- 송광사

## 참고 자료
- 순천 송광사 소조사천왕상 - 국가유산청 국가유산포털